# Menjamel de White
El menjamel de White (Conopophila whitei) és un ocell de la família dels melifàgids (Meliphagidae).

## Hàbitat i distribució
Habita zones àrides amb matolls (especialment mulga) a l'oest d'Austràlia, al centre d'Austràlia Occidental, sud-oest del Territori del Nord i extrem nord-oest d'Austràlia Meridional.